# ГЕС Асланташ
ГЕС Асланташ (тур. Aslantaş Barajı) — гідроелектростанція на південному сході Туреччини. Знаходячись між ГЕС Берке (вище по течії) та ГЕС Ошкан/Беркман, входить до складу каскаду на річці Джейхан, яка біля однойменного міста впадає до Середземного моря.
У межах проєкту річку перекрили земляною греблею висотою 78 метрів, яка потребувала 8,3 млн м3 матеріалу. На час будівництва воду відвели за допомогою двох тунелів довжиною 0,85 км та 0,9 км з діаметрами 8,5 метра. Гребля утримує водосховище з площею поверхні 49 км2 та об'ємом 1667 млн м3 (корисний об'єм 1146 млн м3), у якому припустиме коливання рівня в операційному режимі між позначками 130 та 155 метрів НРМ.
Пригреблевий машинний зал обладнали трьома турбінами типу Френсіс потужністю по 46 МВт, які повинні забезпечувати виробництво 569 млн кВт·год електроенергії на рік.
Окрім виробництва електроенергії, гідрокомплекс забезпечує зрошення 97 тис. гектарів земель.